# Torrent de les Berengueres
El Torrent de les Berengueres és un torrent del terme municipal de Castellcir, a la comarca del Moianès.

El Torrent de les Berengueres, respecte del terme de Castellcir

És a l'extrem nord-oest del terme de Castellcir, i a prop de l'extrem oriental del de Moià. Es forma a l'oest de la masia de les Berengueres per la unió del Sot del Sastre i del Torrent de la Font de l'Arrel. Des d'aquell lloc davalla cap al sud-sud-oest, formant la Vall de Llàgrimes, fins que s'ajunta a l'extrem nord-est del Sot de la Roca Lloba amb la Riera de Santa Coloma i formen, entre els dos cursos d'aigua, el Torrent de la Mare de Déu.